# Makari, Hirekerur
Makari là một làng thuộc tehsil Hirekerur, huyện Haveri, bang Karnataka, Ấn Độ.